# Người Oroqen

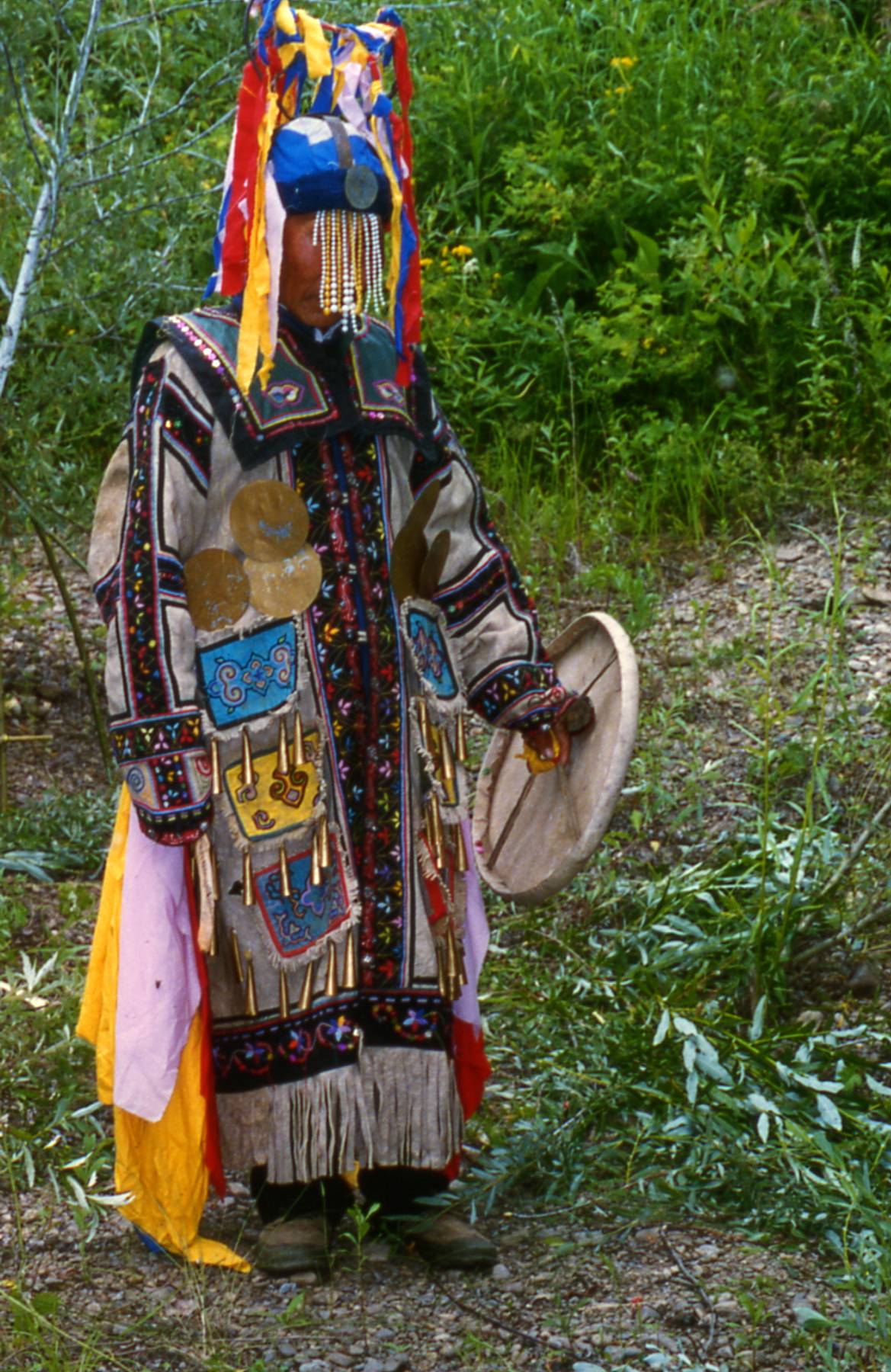
Ảnh Chuonnasuan (1927-2000), pháp sư cuối cùng của người Oroqen, do Richard Noll chụp vào tháng 7 năm 1994 ở Mãn Châu gần biên giới trên sông Amur giữa Trung Quốc và Nga. Shaman giáo Oroqen nay đã diệt vọng

Người Oroqen (giản thể: 鄂伦春族; phồn thể: 鄂倫春族; bính âm: Èlúnchūn zú, Hán Việt: Ngạc Luân Xuân tộc; Tiếng Mông Cổ: Orčun; cũng được phát âm là Orochen hay Orochon) là một dân tộc tại miền bắc Trung Quốc. Đây là một trong 56 dân tộc được công nhận chính thức tại Cộng hòa Nhân dân Trung Hoa. Theo thống kê năm 2000, 44,54% người Oroqen sống tại Nội Mông và 51,52% sống dọc theo Sông Hắc Long Giang (Sông Amur) thuộc tỉnh Hắc Long Giang. Kỳ tự trị Oroqen nằm tại Nội Mông.
Người Oroqen chủ yếu sống nhờ vào săn bắn và họ có phong tục sử dụng lông thú và da động vật để làm y phục. Nhiều người trong số họ đã từ bỏ săn bắn và tôn trọng luật lệ nhằm bảo vệ động vật hoang dã tại Cộng hòa Nhân dân Trung Hoa. Chính phủ được cho là đã cung cấp nhà ở hiện đại cho những người đã bỏ lại phía sau cách sống truyền thống. Mặc dù chỉ có 8000 người song dân tộc Oroqen vẫn có một đại biểu trong Quốc hội Trung Quốc theo như quy định.

## Ngôn ngữ
Tiếng Oroqen là một Ngôn ngữ Bắc Tungus. Ngôn ngữ này gần giống với tiếng Evenk và người ta tin răng những người sử dụng hai ngôn ngữ này có thể hiểu lẫn nhau khoảng 70%. Tiếng Oroqen không có chữ viết; tuy nhiên, phần lớn người Oroqen hiện nay có thể đọc và viết tiếng Trung Quốc và một số có thể nói tiếng của người Daur.

## Lịch sử
Nhóm dân tộc Oroqen là một trong những nhóm dân tộc cổ nhất ở đông bắc Trung Quốc. Tên của dân tộc này, Oroqen, có nghĩa là "người dùng tuần lộc" (trong tiếng Mông Cổ là "Guruchin"), đó là tên họ sử dụng để tự gọi mình. Tổ tiên của người Oroqen đã sống tại một khu vực rộng lớn phía nam của dãy núi Ngoại Hưng An và phía bắc của Hắc Long Giang. Họ là một phần của những người cổ đại được gọi là Xích Vĩ. Vào thế kỷ 17, sau khi bị người Nga xâm chiếm, một số người Oroqen đã chuyển xuống khu vực gần dãy núi Đại Hưng An và Tiểu Hưng An.

## Văn hóa
Người Oroqen theo chế độ ngoại hôn và chỉ việc kết hôn với các thành viên của thị tộc khác mới được cho phép. Nhà ở truyền thống của dân tộc này được gọi là sierranju với mái nhà phủ vỏ cây bạch dược vào mùa hè và phủ lông hươu vào mùa đông. Những nơi cư ngụ này có hình nón và được làm với từ 20 đến 30 cột gỗ thông. Các ngôi nhà có đường kính khoảng 6 mét và chiều cao là 5 mét. Lửa được đốt ở giữa nhà và vừa là bếp, vừa là nguồn chiếu sáng. Vỏ cây bạch dương là một nguyên liệu quan trọng trong văn hóa truyền thống bên cạnh lông thú. Nó được sử dụng để làm nhiều loại đồ dùng, từ nôi trẻ em đến thuyền. Các dân tộc Evenki, Oroqen và Nanai đều sử dụng vỏ cây bạch dương và có thể nói rằng những nền văn hóa của họ là nền văn hóa "vỏ cây bạch dương".

## Tôn giáo
Cho đến đầu những năm 1950, tôn giáo chính của người Oroqen là shaman giáo. Vào mùa hè năm 1952, các cán bộ của Đảng Cộng sản Trung Quốc đã buộc các thủ lĩnh của người Oroqen từ bỏ những phong tục "mê tín dị đoan" và cấm đoán các hoạt động tôn giáo. Pháp sư cuối cùng của người Oroqen, Chuonnasuan (Meng Jin Fu), đã qua đời vào năm 73 tuổi vào ngày 9 tháng 10 năm 2000.
Việc thờ cúng tổ tiên vẫn được thi hành đều đặn cho đến ngày nay, dân tộc này tin vào thuyết vạn vật hữu linh (thuyết vật linh). Theo truyền thống, người Oroqen có một sự tôn kính đặc biệt đối với động vật, đặc biệt là gấu và hổ, mà họ coi như là anh em ruột của họ. Con hổ này được biết đến với họ như wutaqi có nghĩa là "ông già", trong khi gấu được gọi là amaha có nghĩa là "bác".